# 盐城市高新技术产业区
盐城市高新技术产业区（盐都西区）位于中國江蘇省盐城市盐都区。总面积48.23平方公里，东至宁靖盐高速公路，西至中干河，南至盐淮高速，北至蟒蛇河，耕地面积3.8万亩，下辖15个村，总人口4.59万人。高新区划分7个产业园区，即盐城市文化产业园、电子信息产业园、机械制造产业园、生物医药工程产业园、新能源和新材料产业园、农产品精加工产业园和物流装备产业园。

## 历史
盐城市高新技术产业区（盐都西区）筹建于2004年5月，成立于2006年3月。2006年7月，被盐城市政府确定为盐城市高新技术产业区。高新区所辖15个村分别从盐都区龙冈镇、潘黄镇和郭猛镇划出。2009年1月，盐城市高新技术产业区管理委员会成为盐都区首家设立省级企业博士后科研工作站的单位。